# Гомельская копейка
«Гомельская копейка» — информационно-просветительская беспартийная «прогрессивная газета». Издавалась с 7 (20) июня 1911 до 10 (23) октябрь 1917 года в Гомеле на русском языке.
Сначала выходила 3 раза в неделю, с 1 сентября 1914 ежедневно. Редактор-издатель А. С. Миляев (прадед русского певца Александра Розенбаума). Обещала служить всему местному населению, ориентировалась преимущественно на средние слои горожан еврейской национальности.
Печатала информацию о деятельности городской думы, рыночную конъюнктуру, освещала проблемы торговли, промышленности, хозяйства, выступала за благоустройство города. Размещала репортажи о судебных делах, преступлениях, чрезвычайных событиях (о покушении на жизнь П. А. Столыпина), несчастных случаях, печатала некрологи, соболезнования и т. п.
Изредка публиковала спортивные сообщения, познакомила читателей с организацией местной футбольной команды, речного яхт-клуба. Иногда печатала информацию об отдельных международных событиях, деятельность правительства и Государственной думы. Критиковала антисемитизм, печатала очерки о сионистском движение. В 1914—1917 гг. информировала о событиях 1-й мировой войны.
Почти половина газетной площади заполнялась объявлениями : коммерческой рекламы; театральных гастролей; концертов; кинематографа; цирка. Приветствовала Февральскую революцию 1917 г., печатала обращения Временного правительства, поместила материалы о И.Плеханове и др.
Агитировала за кадетских кандидатов в депутаты Учредительного собрания. В рубрике «Театр» печатала информацию и краткие рецензии о спектакле. Опубликовала статьи о М. Ю. Лермонтове, А. П. Чехове, рассказы Ф.Сологуба, Чехова, стихи и заметки местных авторов. С июля 1914 г. издавала приложение «Телеграммы Петроградского телеграфного агентства и собственных корреспондентов» (1 — 3 раза в неделю), выпускала также нерегулярные приложения.